# Henry Simard
Pour les articles homonymes, voir Simard.
Henry Simard (17 février 1836-6 novembre 1895) est un marchand et homme politique fédéral du Québec.

## Biographie
Né à Murray Bay, aujourd'hui La Malbaie, dans le Bas-Canada, il étudie au Collège Sainte-Anne. En 1851, il épouse Justine, la fille du député provincial de Charlevoix Adolphe Gagnon. Il sert durant une quinzaine d'années comme inspecteur des poids et mesures.
Élu député du Parti libéral du Canada dans la circonscription fédérale de Charlevoix en 1891, il est mort en fonction en 1895.